# Badminton-Bundesliga 2010/11
Die Badminton-Bundesliga-Saison 2010/2011 war die 40. Spielzeit der Badminton-Bundesliga. Gestartet wurde sie mit acht Mannschaften. SG EBT Berlin wurde Deutscher Meister. Da die 1. Bundesliga nach der Saison auf 10 Mannschaften aufgestockt wurde, stieg in dieser Saison keiner ab. Die jeweiligen Meister der 2. Bundesliga Nord und Süd stiegen auf. Eine Neuerung in dieser Saison stellt die Verkürzung der Partien von acht auf sechs Spiele dar. Auch wurden in dieser Saison Spiele am Dienstag ausgetragen.

## Modus
Hauptrunde
In der Hauptrunde, die sich in eine Hin- und Rückrunde unterteilt, trafen alle Mannschaften anhand eines vor der Saison festgelegten Spielplans zweimal aufeinander; je einmal in der eigenen Halle und einmal in der Halle des Gegners. Der Sieger jedes Spiels erhielt zwei Punkte, bei einem Unentschieden erhielten beide Mannschaften je einen Punkt.
Playoff-Runde
Im Anschluss an die Hauptrunde wurde der deutsche Meister in einer Playoff-Runde ermittelt, wobei im Halbfinale der Zweite auf den Dritten der Hauptrunde traf. Der Sieger spielte anschließend gegen den Ersten der Hauptrunde im Finale. Das Heimrecht hatte die Mannschaft, die in der Tabelle höher platziert war.

## Mannschaften
1. BC Bischmisheim

Olga Konon, Emma Wengberg, Johanna Persson; Dieter Domke, Marcel Reuter, Kristof Hopp, Michael Fuchs, Johannes Schöttler, Philip Welker; Team-Manager: Thomas Tesche, Joachim Tesche
SG EBT Berlin

Juliane Schenk, Nicole Grether, Anne-Christin Reiter, Lisa Deichgräber; Wong Choong Hann, Chetan Anand, Arvind Bhat, Eetu Heino, Tim Dettmann, Bastian Zimmermann, Karsten Lehmann, Oliver Witte, Robert Blair, Kenneth Jonassen; Trainer: Juliane Schenk; Team-Manager: Manfred Kehrberg
1. BC Beuel

Birgit Overzier, Elizabeth Cann, Heather Olver, Lisa Kaminski; Anthony Clark, Rajiv Ouseph, Marc Zwiebler, Ingo Kindervater, Carl Baxter, Marc Hannes, Julien Gupta; Trainer und Teammanager: Marc Hannes
BV Gifhorn

Carola Bott, Astrid Hoffmann, Bianca Pils, Sonja Schlösser; Raul Must, Jamie Bonsels, Maurice Niesner, Robert Franke, Daniel Porath, Hannes Roffmann, Robert Hinsche, Leif-Olav Zöllner; Trainer und Team-Manager: Hans Werner Niesner
SC Union 08 Lüdinghausen

Karin Schnaase, Laura Ufermann, Carina Grewe, Janina Christensen; Yuhan Tan, Vladislav Druzchenko, Endra Kurniawan, Jan Sören Schulz, Kai Mitteldorf, Christoph Schnaase; Trainer: Rachmat Hidajat; Team-Manager: Michael Schnaase
VfL 93 Hamburg

Inken Wienefeld, Karen Neumann, Gitte Köhler, Isabel Herttrich; Sven Eric Kastens, Sebastian Schöttler, Sebastian Rduch, Till Zander, Jacek Hankiewicz, Niclas Lelling; Trainer: Jacek Hankiewicz; Team-Manager: Robert Neumann
TV Refrath

Carla Nelte, Mette Stahlberg, Hanna Kölling, Kim Buss; Lu Qicheng, Max Schwenger, Yeoh Kay Bin, Johannes Szilagyi, Krasimir Jankov, Kai Waldenberger, Denis Nyenhuis, Danny Schwarz; Trainer: Matthias Hütten, Holger Hasse; Team-Manager: Holger Hasse
PTSV Rosenheim

Paulien van Dooremalen, Nicol Bittner, Barbara Bellenberg, Katharina Giebfried, Stefanie Bachmayr; Hannes Käsbauer, Lukas Schmidt, Peter Käsbauer, Oliver Roth, Arno Kohl, Matthias Kleibel, Manfred Ernst; Trainer: Manfred Ernst, Team-Manager: Reiner Heumann, Rena Eckart

## Hallen
Damit in einer Halle ein Bundesligaspiel durchgeführt werden kann, muss sie mindestens 7 Meter hoch sein und 50 Sitzplätze vorweisen. Die Hallen 2010 sind:
| Verein                   | Hallenname                        | Sitzplätze (Innenraum) | größte Meisterschaften                  |
| 1. BC Bischmisheim       | Joachim-Deckarm-Halle             |                        | bis 2005 Bitburger Open                 |
| TV Refrath               | Die Halle Steinbrecher            | 500                    |                                         |
| 1. BC Beuel              | Erwin-Kranz-Halle                 | 250 (1000)             | Deutsche Meisterschaft 2004, 2005, 2008 |
| PTSV Rosenheim           | Luipoldhalle                      |                        |                                         |
| SG EBT Berlin            | Sporthalle Samariterstraße        |                        |                                         |
| SC Union 08 Lüdinghausen | Sporthalle St. Antonius Gymnasium |                        |                                         |
| Vfl 93 Hamburg           | Sporthalle Wandsbek               |                        |                                         |
| BV Gifhorn               | Sporthalle Flutmulde              |                        | DBV-Ranglistenturniere                  |

## Tabelle
| Rang | Verein                   | Gespielt | G  | U | V  | Punkte | Spiele | Sätze  | Spielpunkte |
| 1.   | SG EBT Berlin            | 14       | 10 | 4 | 0  | 24:4   | 65:19  | 136:51 | 3667:2920   |
| 2.   | 1. BC Beuel              | 14       | 10 | 3 | 1  | 23:5   | 61:23  | 129:60 | 3583:3140   |
| 3.   | 1. BC Bischmisheim       | 14       | 10 | 2 | 2  | 22:6   | 58:26  | 126:61 | 3615:3061   |
| 4.   | SC Union 08 Lüdinghausen | 14       | 5  | 3 | 6  | 13:15  | 39:45  | 88:100 | 3293:3334   |
| 5.   | PTSV Rosenheim (N)       | 14       | 2  | 6 | 6  | 10:18  | 33:51  | 75:112 | 3068:3517   |
| 6.   | VfL 93 Hamburg           | 14       | 2  | 4 | 8  | 8:20   | 30:54  | 74:116 | 3238:3577   |
| 7.   | TV Refrath               | 14       | 1  | 5 | 8  | 7:21   | 27:57  | 64:120 | 3101:3445   |
| 8.   | BV Gifhorn               | 14       | 1  | 3 | 10 | 5:23   | 23:61  | 59:131 | 3013:3584   |

## Kreuztabelle
| Saison 2010/2011 | Saison 2010/2011                | 1BCB (1) | SEBT (2) | BCBU (3) | PSVR (4) | BVGF (5) | SCUL (6) | V93H (7) | TVRH (8) |
| 1.               | 1. BC Bischmisheim (1BCB)       |          | 3:3      | 2:4      | 5:1      | 5:1      | 5:1      | 5:1      | 4:2      |
| 2.               | SG EBT Berlin (SEBT)            | 3:3      |          | 5:1      | 4:2      | 5:1      | 6:0      | 3:3      | 6:0      |
| 3.               | 1. BC Beuel (BCBU)              | 5:1      | 3:3      |          | 5:1      | 5:1      | 4:2      | 6:0      | 6:0      |
| 4.               | PTSV Rosenheim                  | 1:5      | 0:6      | 2:4      |          | 3:3      | 3:3      | 4:3      | 3:3      |
| 5.               | BV Gifhorn (BVGF)               | 1:5      | 0:6      | 0:6      | 3:3      |          | 1:5      | 2:4      | 4:2      |
| 6.               | SC Union 08 Lüdinghausen (SCUL) | 2:4      | 1:5      | 3:3      | 2:4      | 4:2      |          | 4:2      | 5:1      |
| 7.               | VfL 93 Hamburg (V93H)           | 1:5      | 1:5      | 0:6      | 3:3      | 5:1      | 3:3      |          | 3:3      |
| 8.               | TV Refrath (TVRH)               | 0:6      | 1:5      | 3:3      | 3:3      | 3:3      | 2:4      | 4:2      |          |

## Playoff-Runde
Halbfinale
| Datum    | Uhrzeit | Heim        | Gast               | HD  | DD  | HEI | DE  | MX  | HEII | Sätze | Spiele |
| -------- | ------- | ----------- | ------------------ | --- | --- | --- | --- | --- | ---- | ----- | ------ |
| 9.4.2011 | 14:00   | 1. BC Beuel | 1. BC Bischmisheim | 2:1 | 2:1 | 2:0 | 0:2 | 2:1 | 0:2  | 8:7   | 4:2    |

Finale
| Datum     | Uhrzeit | Heim          | Gast        | HD  | DD  | HEI | DE  | MX  | HEII | Sätze | Spiele |
| --------- | ------- | ------------- | ----------- | --- | --- | --- | --- | --- | ---- | ----- | ------ |
| 30.4.2011 | 19:00   | SG EBT Berlin | 1. BC Beuel | 2:1 | 2:0 | -:- | 2:0 | -:- | 2:0  | 6:1   | 4:0    |